# Oluf Pedersen
Oluf Kristian Edvin Pedersen (Copenhaguen, 14 de març de 1878 – Copenhaguen, 8 de març de 1917) va ser un gimnasta artístic danès que va competir a començaments del segle xx.
El 1906 va prendre part en els Jocs Intercalats d'Atenes, on va guanyar la medalla de plata en la prova del concurs per equips del programa de gimnàstica.
El 1912, als Jocs Olímpics d'Estocolm va guanyar la medalla de bronze en el concurs per equips, sistema lliure del programa de gimnàstica